# Hornbach (ville)
Pour les articles homonymes, voir Hornbach.
Hornbach est une ville allemande du Land, de Rhénanie-Palatinat et de l'arrondissement du Palatinat-Sud-Ouest. Elle appartient à l'association de communes Deux-Ponts-Campagne (Verbandsgemeinde Zweibrücken-Land).

## Monuments
Une abbaye bénédictine y est fondée au VIIIe siècle par saint Pirmin. Elle héberge aujourd'hui un musée comprenant une exposition multimédia sur saint-Pirmin.